# Цейонии
Цейониите (gens Ceionia) са фамилия от Древен Рим. Техни представители са императорите Луций Елий и Луций Вер. Имат вероятно етруски произход и са от Фавенция.
Известни от фамилията:
- Луций Цейоний Комод (консул 78 г.), консул 78 г.
- Луций Цейоний Комод (консул 106 г.), консул 106 г.
- Луций Цейоний Комод Вер, (Луций Елий), консул 136 и 137 г., осиновен от имп. Адриан и римски император 136 – 138 г.
- Луций Цейоний Комод, (Луций Вер), император 161 – 169 г.
- Гай Авидий Цейоний Комод, брат на Луций Вер, син на император Луций Елий и Авидия Плавция
- Цейония Фабия, дъщеря на император Луций Елий и Авидия Плавция, сестра на Луций Вер
- Цейония Плавция, дъщеря на император Луций Елий и Авидия Плавция, сестра на Луций Вер
- Марк Цейоний Силван, консул 156 г., братовчед на император Луций Вер
- Цейоний Постум, баща на император Албин (196 – 197).
- Марция Аврелия Цеиония Деметрия, конкубина на Комод (182–193)
- Марк Цейоний Прокул, суфектконсул 289 г.
- Гай Цейоний Руфий Волузиан, преториански префект, консул 311 и 314 г., praefectus urbi на Рим (310–311 и 313–315 г.)
- Гай Цейоний Руфий Албин, консул 335 г., praefectus urbi на Рим 335 – 337 г.